# Calliostoma virescens
Calliostoma virescens is een slakkensoort uit de familie van de Calliostomatidae. De wetenschappelijke naam van de soort is voor het eerst geldig gepubliceerd in 1933 door Coen.